# Хубтаяха
Хубтаяха (устар. Хубта-Яха) — река в России, протекает по Ямало-Ненецкому АО. Устье реки находится в 141 км по правому берегу реки Нгарка-Пыряяха. Длина реки составляет 24 км.

## Данные водного реестра
По данным государственного водного реестра России относится к Нижнеобскому бассейновому округу, водохозяйственный участок реки — Надым, речной подбассейн реки — подбассейн отсутствует. Речной бассейн реки — Надым.
Код объекта в государственном водном реестре — 15030000112115300051962.